# Сумо
Сумо (яп. 相撲, すもう, «боротьба») — вид єдиноборства, в якому два борці виявляють сильнішого на круглому полі. Цей вид спорту походить із Японії і вважається одним з видів бойових мистецтв. Традиція сумо ведеться з давніх часів, тому кожен поєдинок супроводжується численними ритуалами. Легенда пов'язує із сумо саме існування сучасної японської нації на Японських островах. Так, згідно з цією легендою, бог Такамикадзуті вступив у двобій з богом варварів. Завдяки його перемозі японці отримали право оселитися на території острова Хонсю. Божеством-покровителем сумоїстів є Номі-но-Сукуне — легендарний борець за часів імператора Суйніна.

## Становлення як виду спорту
Про сумо є згадки ще в історичних хроніках «Ніхонсьокі» та «Кодзікі». У давньому японському суспільстві сумо було поширеним ритуалом у сільському господарстві; сумо влаштовували під час проведення святкувань при імператорському дворі. Воно, як елемент обрядовості, було і під час церемоній у буддійських та синтоїстських храмах. В епоху Едо навіть з'явилися феодали даймьо, що володіли власними рікісі — борцями сумо. Періодично проводилися змагання з сумо, яке стало частиною міської культури, а борці рікісі, що займалися тільки сумо, могли забезпечити своє існування.
Поява в 1884 тенран-дзумо, піднесення націоналізму після Японсько-Китайської та Російсько-Японської війни зробило сумо елементом національної ідеї. У 1909 в районі Токіо Рьоґоку був споруджений палац сумо Кокугікан. Тоді ж переможець поєдинку східного та західного таборів рікісі став визначатися загальною кількістю перемог та поразок. Ця реформа зробила з сумо справжній вид спорту.
Для піднесення популярності сумо, яку воно почало втрачати після Першої світової війни та Великого землетрусу Канто, у 1925 було створено єдину Асоціацію сумо Великої Японії. Також у 1926 було введено систему індивідуальної перемоги, з 1932 була заборонена боротьба між рікісі, що належали до одного ітімону (родового об'єднання). Сприяло популярності радіотрансляції з 1928, що зробили сумо доступнішим. З метою збільшення тривалості боїв у 1931 діаметр арени дохьо зріс до 4.55 м.

## Основні правила

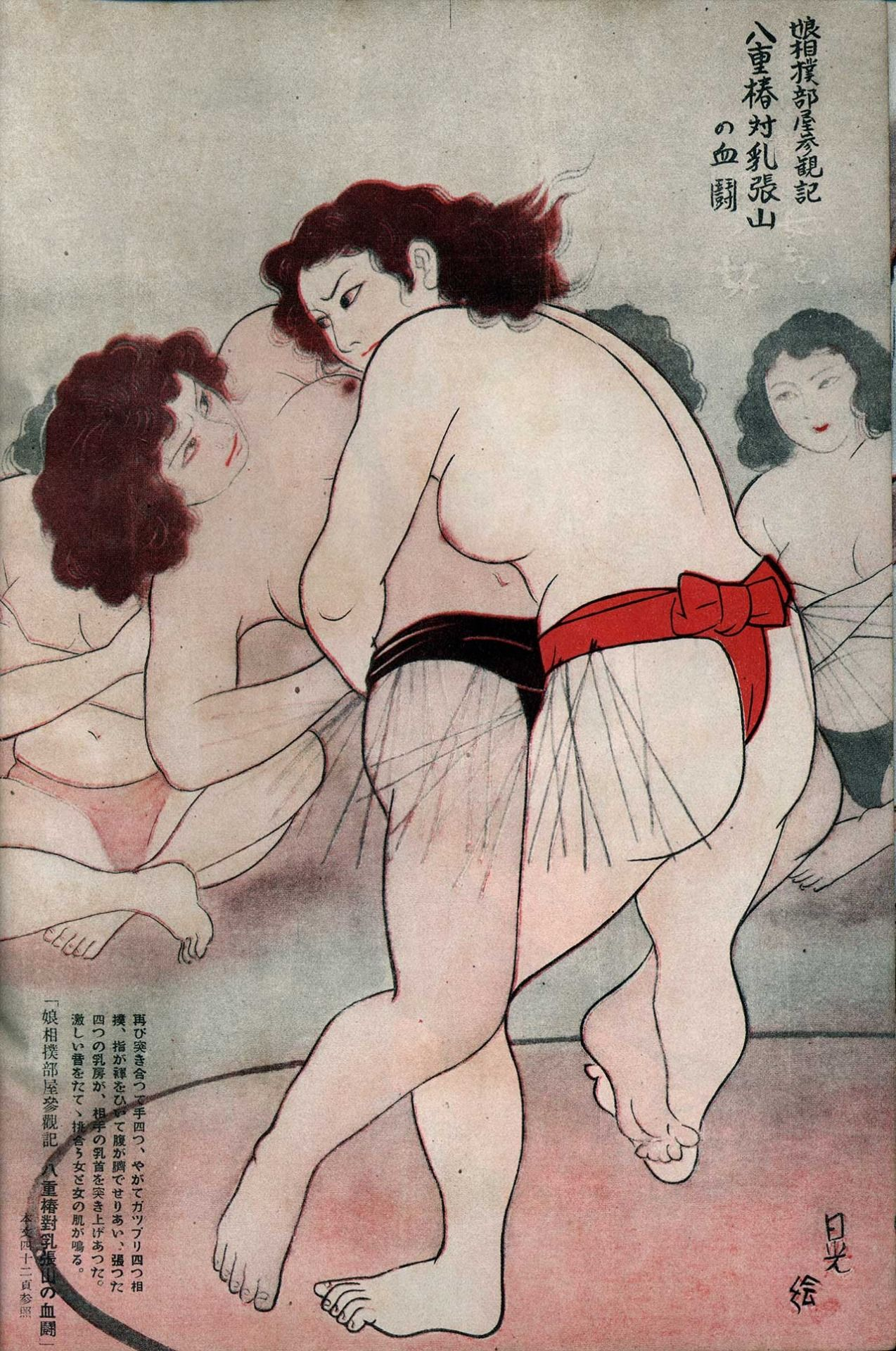
Борчині сумо. В сучасності існує традиція заборони жінкам входити на майданчик для сумо

Два основних правила використовуються для визначення переможцем суперника, який першим торкнувся землі. Це відбувається у тому випадку, коли обоє суперників торкнулися землі в один і той же час, і судді вирішили, що у того, хто торкнувся землі другим, не було шансу перемогти; іншими словами, він знаходився у безвихідній позиції.
Часто поєдинок продовжується всього декілька секунд, оскільки один з борців швидко витісняє з круга іншого. Хоча іноді поєдинок може тривати і декілька хвилин. У сумо одним з визначальних чинників є маса борця: майже всі спортсмени важать більше 100 кг.

## Майданчик для боротьби— дохьо
Майданчик для боротьби сумо — поміст у 34 — 60 см заввишки, який називають дохьо. Його виробляють з глини і покривають зверху тонким шаром піску. Поєдинок проходить в колі діаметром в 4,55 метра, межі якого прокладені рисовою соломою. У центрі дохьо розташовано дві білі смуги, що позначають стартові позиції борців. Пісок навколо дохьо ретельно розрівнюється перед початком кожного поєдинку, щоб по слідах на піску можна було визначити, чи торкнувся один з суперників землі за межами дохьо.

## Вимоги до росту
До борців суму є вимоги до зросту. Мінімальний ріст має бути від 173 см (5 футів і 8 дюймів).

## Заробітня плата
Станом на  2018, місячна зарплата в макуучі (вищий дивізіон) (в японських єнах) складала:

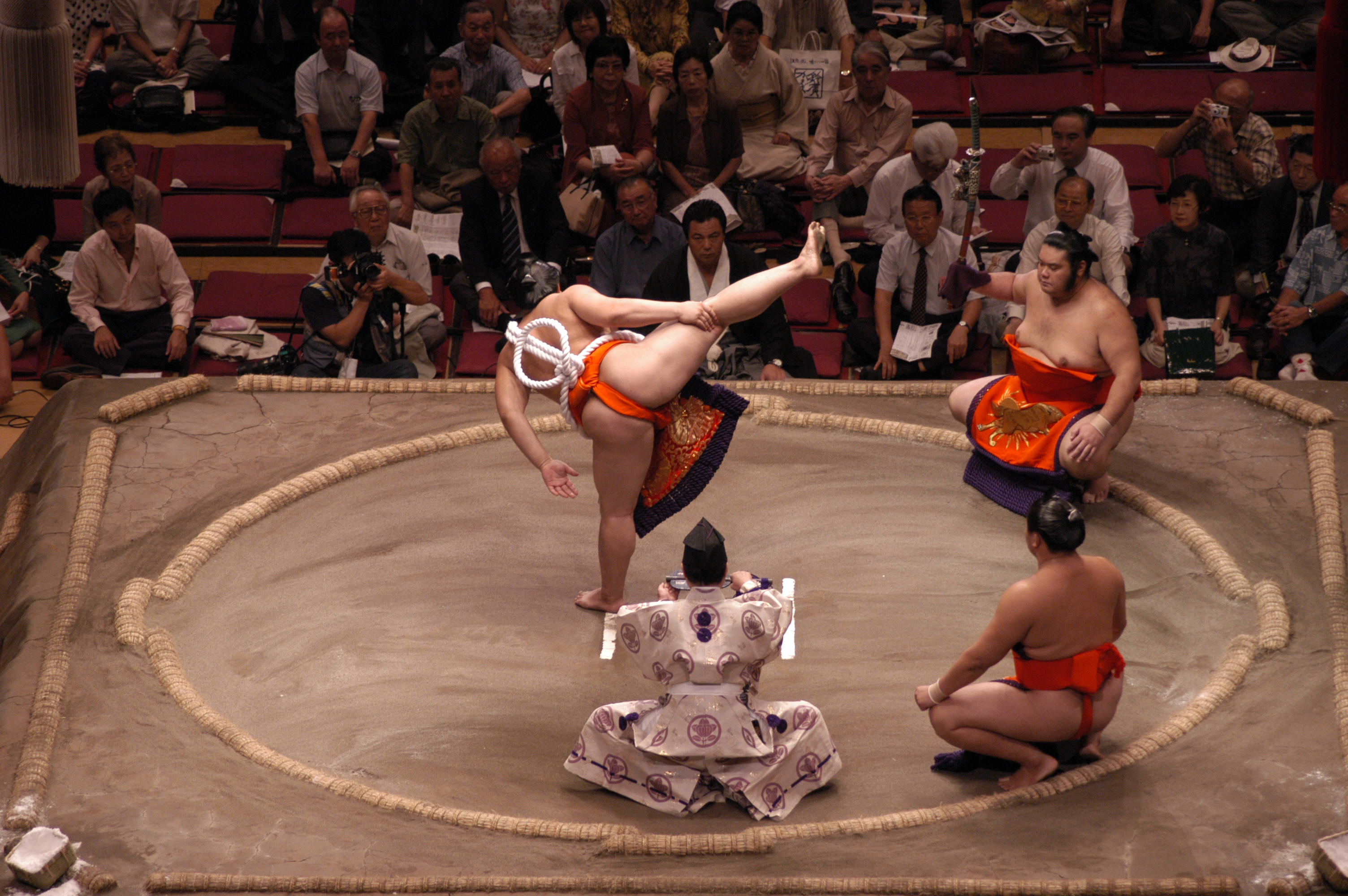
Йокодзуна Асашорю виконує Дохьо-ірі

- йокодзуна: 3,000,000, близько US$26,500
- одзекі: 2,500,000, близько US$22,000
- сен'яку: 1,800,000, близько US$16,000
- маегасіра: 1,400,000, близько US$12,500
- дзюрьо: 1,100,000, близько US$9,500

## Галерея

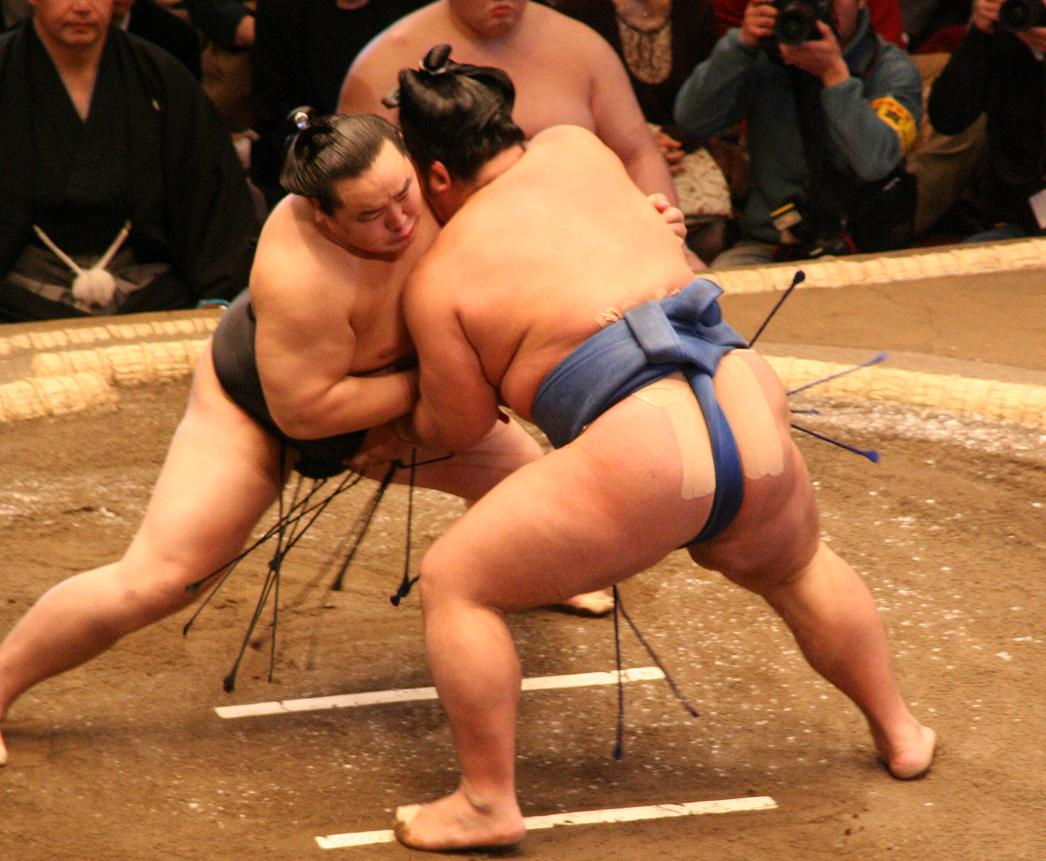
Поєдинок сумоїстів
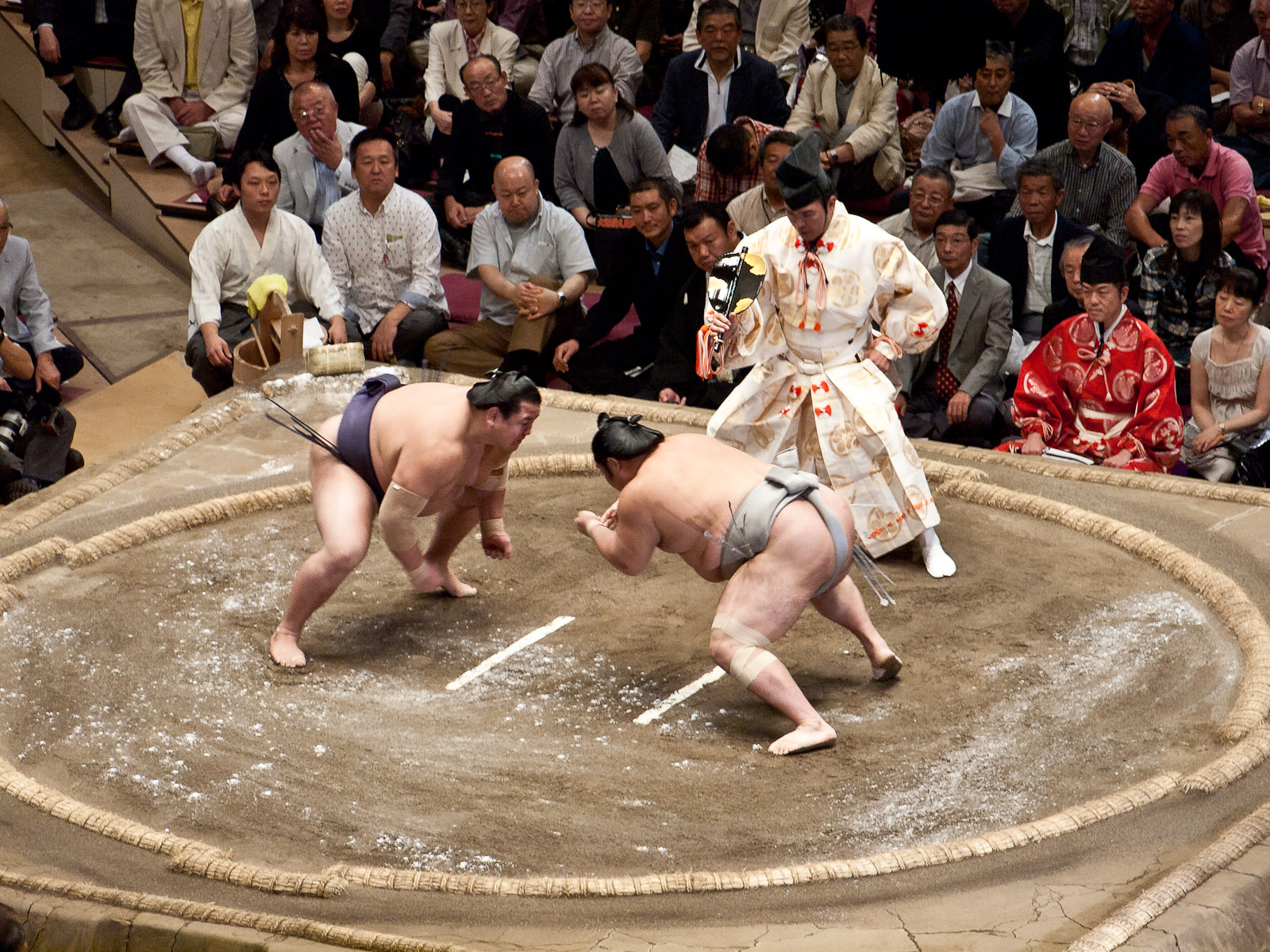

## Цікаві факти
- У деяких прилеглих до Японії країнах, наприклад Монголії і Кореї, поширені види боротьби, подібні з сумо.
- За однією з версій, до XVI ст. аналог дохьо розташовувався на підвищенні, а за його межами були гострі кілки. Історичні дані підтверджують наявність такого виду спорту, але не з'ясовано, чи має він відношення до сумо.
- В сумо учнів приймають у віці 10-15 років. Крім того, сумо поповнюється аматорами, як правило, після закінчення ними університету, якщо вони змогли проявити себе. Особливо досвідчені любителі починають виступи відразу з третього дивізіону (макусіта). Верхня межа віку — 23 роки для дебютантів і 25 для любителів із студентського сумо.
- Формування тіла борця відбувається винятково в процесі тренувань за рахунок збільшення м'язів і нарощування ваги. Цій меті присвячений сам розпорядок дня. Підйом з першими променями сонця, ранковий туалет, потім натще починається виснажливе п'ятигодинне тренування, що вимагає повної віддачі сил та граничної концентрації. Після тренування борці приймають гарячу ванну і снідають. Нагулявши хороший апетит, рідкісі їдять без усяких обмежень, при цьому, на відміну від інших спортсменів, не відмовляють собі і в спиртному. Після сніданку — тригодинний сон, потім короткочасне тренування і легка вечеря.
- Частка жиру в масі середнього сумоїста практично та ж, що у середнього обивателя того ж віку. При великій надлишковій вазі, м'язова маса сумоїста теж дуже велика.
- Доступність життєвих благ для борця майже повністю залежить від його успіхів. Від досягнутого борцем рівня залежить, який одяг і взуття можна носити, чи можна користуватися мобільним телефоном, інтернетом, спати в загальному покої чи своїй кімнаті. Той же рівень визначає вид і обсяг господарських обов'язків — так, раніше за всіх встають, прибирають і готують їжу молодші за званням борці.
- Борцям будь-якого рівня заборонено самостійно керувати автомобілем. На порушника цього правила чекає покарання. Наприклад, викритий в 2007 році сумоїст Кекутенхо був дискваліфікований на один турнір, що означало суттєву втрату в ранзі.
- Існують чи не існують договірні зустрічі? — До сих пір невідомо. Підозри, що існують, найчастіше ґрунтуються на тому факті, що борці виступають помітно краще, якщо для них багато залежить від поєдинку (наприклад, при рахунку 7-7). Однак, з тим же успіхом, цей факт можна пояснити підвищеною мотивацією.
- Один з найтитулованіших та найкращих борців сумо всіх часів (другий за кількістю виграних Кубків Імператора) Тайхо Кокі є сином українця — уродженця Зачепилівського району Харківської області Маркіяна Боришка і при народженні носив ім'я Іван Боришко. Тайхо Кокі отримав український орден «За заслуги» III ступеня [Архівовано 2 червня 2011 у Wayback Machine.] за значний особистий внесок у зміцнення міжнародного авторитету України та розвиток українсько-японських гуманітарних відносин.
- 2012 року чемпіонське звання зі сумо виборов українець Костянтин Єрмаков.